# Beedrill
Beedrill (japanski: スピアー Supiā) jedan je od 1025 fiktivnih vrsta Pokémona iz medijske franšize Pokémon, skupa Pokémon videoigara, animiranih serija, manga stripova, knjiga, igraćih karata i drugih medija kojima je tvorac Satoshi Tajiri. Svrha je Beedrilla u videoigrama, animiranoj seriji i manga stripovima, kao i svrha ostalih Pokémona, borba s divljim Pokémonima – neukroćenim stvorenjima koje igrači i likovi pronalaze dok kreću na razne avanture – i pripitomljenim Pokémonima drugih Pokémon trenera.

## Etimologijaimena
Ime Beedrill kombinacija je engleskih riječi "bee" = pčela, odnoseći se na životinju na kojoj se temelji Beedrillov lik, te "drill" = svrdlo, odnoseći se svrdla koja Beedrill posjeduje umjesto udova.
Njegovo japansko ime, Spear, dolazi od engleske riječi "spear" = koplje, ponovo se odnoseći na svrdla kojima napada protivnike. 

## Pokédex podaci
- Pokémon Red i Blue: Leti visokim brzinama i napada protivnike koristeći se velikim otrovnim bodljama na prednjim udovima i zadku.
- Pokémon Yellow: Posjeduje tri otrovne bodlje na prednjim udovima i zadku. Koristi ih za uzastopno napadanje protivnika.
- Pokémon Gold: Sposoban je poraziti brojne protivnike svojim moćnim otrovnim bodljama. Nerijetko napada u rojevima.
- Pokémon Silver: Posjeduje tri otrovne bodlje. Žalac na njegovom zadku luči najsnažniji otrov.
- Pokémon Crystal: Koristi svoje zašiljene, otrovne bodlje kako bi porazio plijen, a zatim žrtvu odnosi natrag u košnicu gdje se hrani.
- Pokémon Ruby/Sapphire: Beedrill je ekstremno teritorijalan. Nitko se iz vlastite sigurnosti ne bi smio približavati njihovoj košnici. Ako su uznemireni, napadaju u bijesnim rojevima.
- Pokémon Emerald: Beedrill je ekstremno teritorijalan. Nitko se iz vlastite sigurnosti ne bi smio približavati njihovoj košnici. Ako su uznemireni, napadaju u bijesnim rojevima.
- Pokémon FireRed: Ponekad se pojavljuje u rojevima. Leti velikim brzinama, istovremeno napadajući protivnika otrovnim žalcem na njegovom zadku.
- Pokémon LeafGreen: Leti visokim brzinama i napada protivnike koristeći se velikim otrovnim bodljama na prednjim udovima i zadku.
- Pokémon Diamond/Pearl: Njegov najbolji napad uključuje let visokim brzinama, udaranje protivnika otrovnim žalcima, te bijeg u sigurnost.

## U videoigrama
U igrama Pokémon Red, Blue, Yellow, FireRed i LeafGreen, Butterfreeja je moguće dobiti samo razvijanjem Kakune koju igrač može pronaći i uhvatiti u Viridian šumi ili razviti iz Weedla. U igrama Pokémon Gold, Silver i Crystal, dostupan je u nacionalnom parku tijekom natjecanja u lovu na Pokémon bube. Beedrilla se u pravilu ne može pronaći u divljini, te se pojavljuje samo u određenim područjima Johto regije.

## Tehnike
| Prirodne tehnike                    | Prirodne tehnike | Prirodne tehnike |
| ----------------------------------- | ---------------- | ---------------- |
| Tehnika                             | Vrsta tehnike    | Razina           |
| Bijesni napad (Fury Attack)         | Normalni         |                  |
| Fokusiranje energije (Focus Energy) | Normalni         | 13               |
| Dvostruka igla (Twineedle)          | Buba             | 16               |
| Bjesnilo (Rage)                     | Normalni         | 19               |
| Potjera (Pursuit)                   | Mračni           | 22               |
| Otrovni šiljci (Toxic Spikes)       | Otrovni          | 25               |
| Streličasti projektil (Pin Missile) | Buba             | 28               |
| Okretnost (Agility)                 | Psihički         | 31               |
| Jamstvo (Assurance)                 | Mračni           | 34               |
| Otrovni ubod (Poison Jab)           | Otrovni          | 37               |
| Nastojanje (Endeavor)               | Normalni         | 40               |

## Statistike
| HP:      | 65 |  |
| Attack:  | 80 |  |
| Defense: | 40 |  |
| Special: | 45 |  |
| SpAtk:   | 45 |  |
| SpDef:   | 80 |  |
| Speed:   | 75 |  |

Statistika Special korištena je samo tijekom prve generacije; kasnije je podijeljenja na Special Attack i Special Defense statistike.

## U animiranoj seriji
Beedrillovo prvo veće pojavljivanje bilo je u epizodi Challenge od the Samurai, gdje je roj oteo Ashovog Metapoda nakon što su se razvili iz Kakune. Razlog tome bila je osveta Ashu zbog njegovog pokušaja hvatanja Weedla, koji je kasnije pobjegao nakon što je stigao Samurai.
Ash je uhvatio Beedrilla u Natjecanju u hvatanju Buba Pokémona, no poklonio ga je Casey zbog njene ljubavi prema žutim i crnim Pokémonima.
Jimmy, Pokémon trener čiji se lik pojavljuje u Pokémon manga stripovima kao i animiranoj seriji, posjeduje Beedrilla koji je viđen u epizodi The Legend of Thunder!.
U epizodi The Fourth Round Rumble, trenerica imena Jeanette Fisher koristila je svog Beedrilla protiv Ashovog Bulbasaura tijekom jedne od Ashovih borbi u Indigo Pokémon ligi.
Beedrill je inače imao brojna pojavljivanja u Pokémon animiranoj seriji, većinom noseći antagonističku ulogu, gdje Ash i njegovo društvo bivaju napadnuti od strane roja Beedrilla.